# GAME JOCKEY
『GAME JOCKEY』（ゲームジョッキー）は、2003年10月6日から2005年6月27日までテレビ東京で放送されていたアルファ放送制作製作のテレビゲーム情報番組（ゲーム番組）である。

## 概要
土曜7時台に放送されていた『ゲームEX』の後継番組。同番組から引き続き林家たい平がメイン司会を務めていた。
地上波での放送はテレビ東京のみとなり、当時はまだ一般的ではなかったネット配信も行われていた。地上波で放送されたアルファ放送制作のゲーム番組としては最後の番組である。後継番組の『GAME Jockey II』はBSジャパンで放送された。

## 放送時間
| 期間       | 期間       | 放送曜日         | 放送時間（日本時間） |
| ---------- | ---------- | ---------------- | -------------------- |
| 2003.10.06 | 2003.12.22 | 火曜（月曜深夜） | 01:00 - 01:30        |
| 2004.01.05 | 2005.03.28 | 火曜（月曜深夜） | 02:40 - 03:10        |
| 2005.04.04 | 2005.06.27 | 火曜（月曜深夜） | 02:45 - 03:15        |

## 司会
- 林家たい平
- 宇恵さやか
- 林家いっ平

## 制作スタッフ
- ナレーター：桐井大介、堀越真己
- 構成：柏木照世
- テクニカルディレクター：小林博幸
- カメラマン：平島輝久
- ビデオエンジニア：高橋健
- VTR：坂本貴良
- MIX：小原正広
- 編集・MA：ビームテレビセンター
- 選曲：ミューズサウンドクリエイション
- 技術協力：アクトファースト
- 美術プロデューサー：小越敏彦
- ヘアメイク：西村ひとみ
- タイムキーパー：梅澤和世
- 音楽協力：テレビ東京ミュージック
- フロアディレクター：山下敦司
- ディレクター：志村寛紀
- プロデューサー：井上眞紀代（アルファ放送制作）
- 制作：アルファ放送制作

## オープニングテーマ
- 「好きで好きで」Water

## エンディングテーマ
- 「この晴れた空の下で」小橋知子